# Bos de Bénac
Pour les articles homonymes, voir Bos.

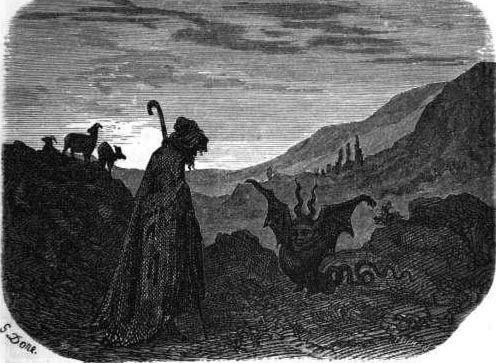
Bos de Bénac dans le désert, illustration de Gustave Doré dans Voyage aux eaux des Pyrénées d'Hippolyte Taine (1855)

Bos de Bénac est un personnage historique de la Bigorre, et aussi le héros de plusieurs légendes à peu près similaires sur le fond, qui ont eu cours en Bigorre, dans les Landes et le Périgord. On considère qu'il s'agit d'une légende, plus qu'un conte, car les versions de ce récit sont relativement rares et font référence à des personnages historiques (ou supposés tels) et à des lieux précis, et qu'ils étaient considérés comme vrais par une grande partie des informateurs.

## Contexte historique
Le berceau de la famille de Bénac semble être le hameau de Barry, commune de Bénac, dans la plaine entre Tarbes et Lourdes. Là s'élevait le château, dont il ne reste à peu près rien, sinon l'angle de deux murs. Les armoriaux citent une assez longue lignée des barons de Bénac, dont un, nommé Bos, qui aurait suivi saint Louis à la croisade en Terre sainte, vers 1270, et qui y serait resté sept ans captif avant de revenir dans son pays. Aucun document historique ne permet de savoir s'il s'agit d'un fait réel ayant donné naissance à la légende, ou si la légende est déjà présente dans cette affirmation. Il est attesté en 1283 comme témoin pour la succession de Pétronille de Bigorre, avec ses deux frères Arnaud-Guillaume, abbé de Saint-Pé, et Auger, abbé de l'Escaladieu. Il aurait eu par ailleurs une fille unique prénommée Oulce.
La légende a été attribuée, par homonymie, aux seigneurs de Beynac, en Périgord, et comme ceux-ci avaient des possessions dans les Landes, on retrouve des versions dans cette région. Le baron Adhémar de Beynac a participé à une croisade, dont il est revenu en 1194.

## Synopsis de la légende
Le seigneur a épousé une jeune femme pleine de vertus. Contraint de suivre le roi à la croisade, il quitte sa femme en convenant d'un signe de reconnaissance : contrat de mariage (Bladé) déchiré en deux, anneau ou diamant (Cordier) coupé en deux. En Terre sainte, il se bat vaillamment, mais il est fait prisonnier et gardé captif pendant sept ans. Le diable lui apparaît alors, et lui annonce que son épouse, le croyant mort, va se remarier. Il lui propose, au prix de son âme, de le ramener. Le seigneur refuse par deux fois, enfin il accepte le marché en promettant de donner au diable une partie du premier repas qu'il prendra avec sa femme. Le diable le prend sur son dos et s'envole. Le seigneur est déposé au pied de son château où ont lieu les préparatifs du mariage. Après diverses péripéties apparentées au retour d'Ulysse à Ithaque (son épouse est contrainte, comme Pénélope, à choisir un des prétendants qui occupent le château ; Bos n'est pas reconnu, si ce n'est par son vieux chien, ou par son cheval ; puis il se fait reconnaître, il chasse le ou les prétendants, etc.), il retrouve son épouse. Pour tout repas, ils mangent des noix et lorsque le diable se présente pour être payé, on lui donne les coquilles vides. Le diable dupé s'enfuit alors, en laissant dans le mur un trou que nul ne pourra reboucher. Selon les versions, les retrouvailles constituent un happy end, ou bien les époux se retirent dans des couvents.
La thématique des noix revient à peu près systématiquement dans toutes les versions, sans qu'il y ait des explications rationnelles. Taine dit que Bos de Bénac va jeter un plat de noix dans un gouffre supposé être l'antre du diable. Dans certaines versions, on offre des noix au prétendant évincé : pratique traditionnelle en Gascogne, où offrir des noix au prétendant d'une jeune fille équivalait à un refus. Donner les coquilles vides, c'est remplir les termes du contrat (une partie du repas) tout en annulant le sens (rien à manger, rien d'utile). On sait que « des noix » équivaut à « rien du tout », comme en anglais l'interjection Nuts!
La symbolique du repas partagé implique qu'on ne partage pas avec des créatures d'un autre monde, que ce soient le diable comme ici, ou les morts (voir par exemple Le souper des morts, chez Bladé, où on échappe au mauvais sort en faisant semblant de manger, ou la symbolique identique du festin du Commandeur de Dom Juan).

## Traces de la légende
À Barry, les restes du château des seigneurs de Bénac se limitent à deux pans de mur en angle, présentant une ouverture qu'on considère comme étant le trou fait par le diable en sortant du château. À quelque distance de là, à Layrisse, un mégalithe est considéré comme la pierre du diable éjectée de ce même mur. On y verrait la trace de ses griffes, dans ce cas la pierre est considérée comme le « point d'atterrissage » du diable et de son passager. Selon d'autres, la pierre aurait été lancée par le diable depuis le sommet de Miramont, « où se trouve sa sœur, la Peyreblanque ». 
Hippolyte Taine (Voyage aux Pyrénées) raconte à peu près la même histoire quant au fond, mais il rajoute des détails, comme l'intérieur du pic de Bergons (sommet quelque peu oublié de nos jours, très visité par les touristes au XIXe s.) qui serait creux comme une cloche et qui abriterait des sabbats de sorcières.
La version landaise de Césaire Daugé situe l'histoire à la tour de Pouyalè, ou Poyalèr, près de Mugron en Chalosse. Il indique en note :  Les marquis de Beynac étaient seigneurs de Montgaillard, etc., et premiers barons de Périgord. Le Moyen Âge avait le seigneur de Sancto Albino, ou Saint-Aubin, qui n'était autre que celui de Poyaler.

## Versions de la légende et sources
- Eugène Cordier, Légendes des Hautes-Pyrénées, « Le diable au XIIIe siècle ». Aux alentours du château, le diable serait longtemps revenu la nuit, sous la forme d'un chien blanc (une des formes récurrentes du diable dans la mythologie pyrénéenne).
- Jean-François Bladé, Contes de Gascogne, Maisonneuve, « Le retour du seigneur ». Narration très épurée, comme toujours chez Bladé, sous la forme d'un conte. Bladé dit simplement en note finale, après avoir cité Eug. Cordier : C'est la légende bien connue de Bos de Bénac, rapportée par divers annalistes de Bigorre. Il note encore que pour certains de ses informateurs, ce conte n'en est pas un, mais une superstition : ce qui, dans sa terminologie, signifie qu'ils le considèrent comme une histoire vraie, donc racontée sans les formulettes traditionnelles d'introduction et de conclusion d'un conte. Parmi les « annalistes », Jean-Marie Joseph Deville, en 1818, cite Bénac pour fulminer contre la crédulité superstitieuse des habitants de la région.
- Hippolyte Taine, Voyage aux eaux des Pyrénées, 1855, 1858.
- J.-B. Larcher, Dictionnaire généalogique, lettre B, p 559, Archives des Hautes-Pyrénées, F2, cité in :
- Abbé A. Duffourc, Le Bénaqués, ou la baronnie de Bénac, Tarbes, Imprimerie Émile Croharé, 1895.
- Césaire Daugé, La tour de Pouyalè, Escole Gastou-Febus, 1907 : située dans les Landes. Le seigneur de Beynac donne les coquilles de noix à un chien, qui se révèle alors être le diable.

Le thème de ce conte se retrouve dans le Barzaz Breiz de La Villemarqué, chant XXIII, « Le Clerc de Rohan », et dans les Légendes historiques et religieuses des Ardennes d'Albert Meyrac : « La Légende de Jean d'Anglure », livre IV, ch. 2, p. 354. Dans ces récits, il s'agit du retour de la croisade du seigneur, alors que sa femme ve se remarier (volontairement ou pas). Dans le premier, l'épouse fidèle injustement calomniée est tuée par le seigneur, ainsi que le calomniateur. Quant à Jean d'Anglure, seigneur d'Autricourt, il est fait prisonnier par le sultan Saladin d'Égypte, qui l'autorise à rentrer dans son pays pour réunir le montant de sa propre rançon. Jean d'Anglure retrouve sa femme sur le point de se remarier avec un seigneur voisin, et s'en fait reconnaître grâce à la moitié de son alliance. N'ayant pu réunir la rançon, il revient se constituer prisonnier. Saladin ébloui par cette loyauté le libère, lui octroyant le blason à fond d'or, semé de croissants de gueules et de grelots d'argent, et la condition que tous les enfants mâles de sa lignée porteront le nom de Saladin. Dans les deux cas, il n'est question ni de pacte avec le diable, ni de retour surnaturel.
Cette histoire n'est pas répertoriée en tant que conte par Paul Delarue (Le conte populaire français).

## Publications ultérieures
- P.-J. Robert-Cantabre, Bos de Bénac, Editorial occitan, 1926
- Jean-Claude Pertuzé, Les Chants de Pyrène, vol. 1, Loubatières, 1981 (bandes dessinées) ; Bos de Bénac, Loubatières, 2003 (livre pour enfants, édition en français et en occitan)
- Anne et André Lasserre, Bos de Bénac et autres légendes pyrénéennes contées aux enfants, Nîmes, C. Lacour, 2004
- Eric Saint-Marc, La légende de Bos de Bénac, composition musicale pour orchestre, chœur et récitant, 2015 (http://ericsaintmarc.com/)